# Nederluleå kyrka
Nederluleå kyrka är en kyrkobyggnad i Gammelstads kyrkstad i Gammelstad 10 kilometer nordväst om Luleå. Den är församlingskyrka i  Nederluleå församling i Luleå stift. Kyrkan är byggd på 1400-talet och ingår i Unescos världsarv Gammelstads kyrkstad.

## Kyrkobyggnad
Redan 1339 stod här sannolikt ett träkapell. De äldsta partierna i den nuvarande kyrkan, som är av natursten och Norrlands största medeltidskyrka, härrör från 1400-talet. Den omges av en bogårdsmur med två medeltida stigluckor. Utanför kyrkans västgavel reser sig det fristående klocktornet från 1851 på vilket kan läsas texten DEO GLORIA.
Kyrkans mått är 48 meter i längd, 16 meter i bredd och en invändig höjd på 12 meter. Till en början täckte man långhuset med en öppen takstol, en sådan som finns i vissa norska kyrkor än idag. Först på 1480-talet slog man valven.
Altarskåpet, med sitt myller av träfigurer som berättar om Kristi lidandes historia, är ett av landets finaste. Det byggdes i Antwerpen omkring 1520 och kostade 900 mark silver, en jättesumma som lulebönderna uppges ha betalat kontant. Det var en mycket stor summa och vittnar om traktens rikedom under denna tid.
Predikstolen och minnestavlorna har en tydlig karolinsk 1700-talsprägel (Bottnisk barock) och träarbetena är utförda av Nils Jacobsson Fluur 1712.

### Orgel
- Omkring 1662 sattes ett orgelverk upp i kyrkan med 7 stämmor. Orgeln är omkring 1773 förlorad.[1]

Kyrkans orgel är byggd av Grönlunds orgelbyggeri AB i Gammelstad 1971 och har 55 stämmor.

#### Diskografi
Inspelningar av musik framförd på kyrkans orglar.
- Orgeln i Nederluleå kyrka 20 år. MC. NLMC 9112. 1991.
- Pro organo pleno / Sundman, Ulf, orgel. LP. Opus 3 8009. 1980.

## Historia
Kyrkan byggdes på 1400-talet. Muralmålningarna lär ha utförts av Albertus Pictors verkstad i slutet av det århundradet. Enligt traditionen invigdes kyrkan av ärkebiskop Jacob Ulfsson på Aposteln Petri dag 29 juni 1492.
Kyrkans skyddshelgon är Aposteln Petrus.
Kyrkscenerna i SVT:s julkalender En hederlig jul med Knyckertz från 2021 spelades in i kyrkan.

## Galleri

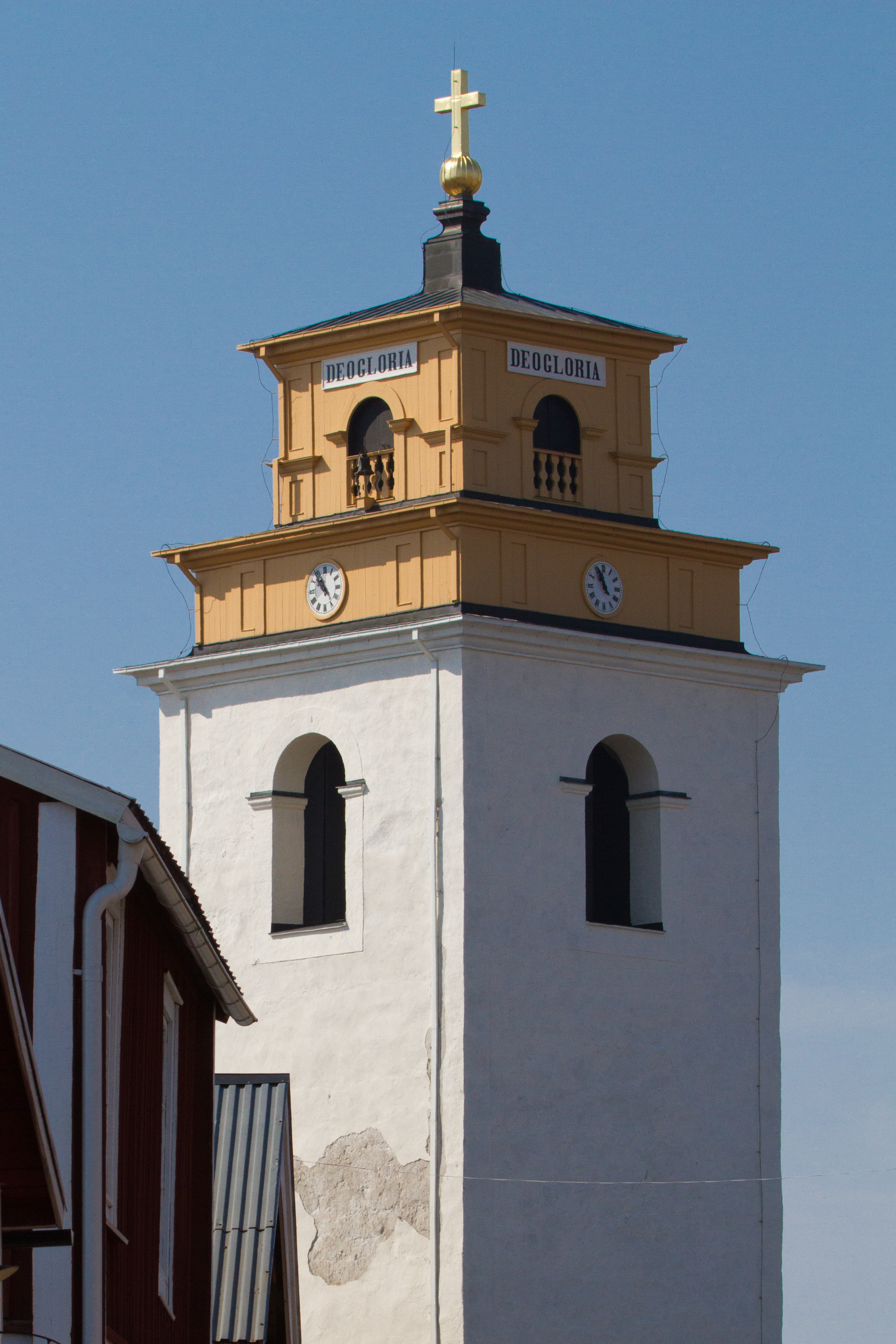
Kyrktornet
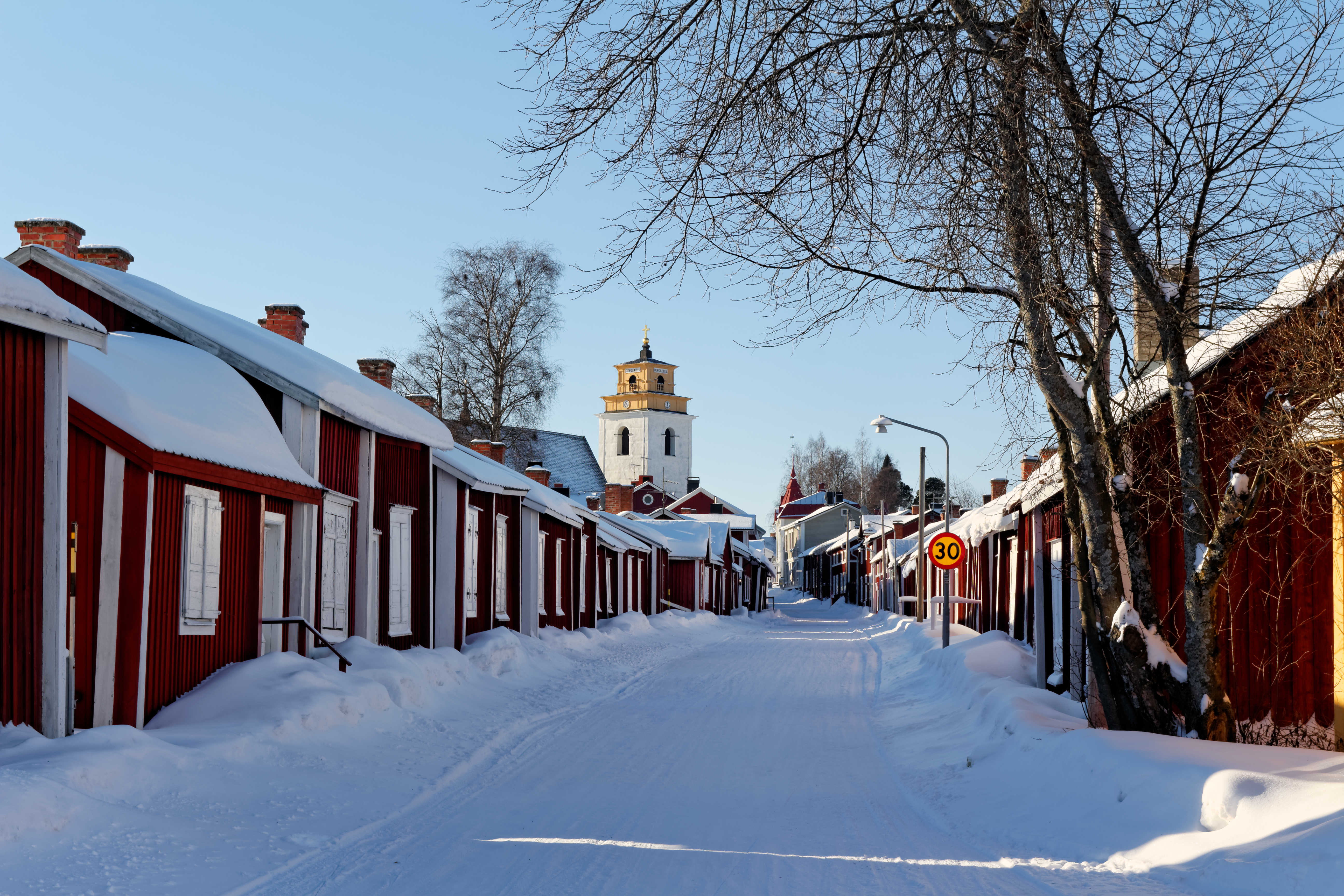
Nederluleå kyrka i bakgrunden, sett från Gammelstads kyrkstad
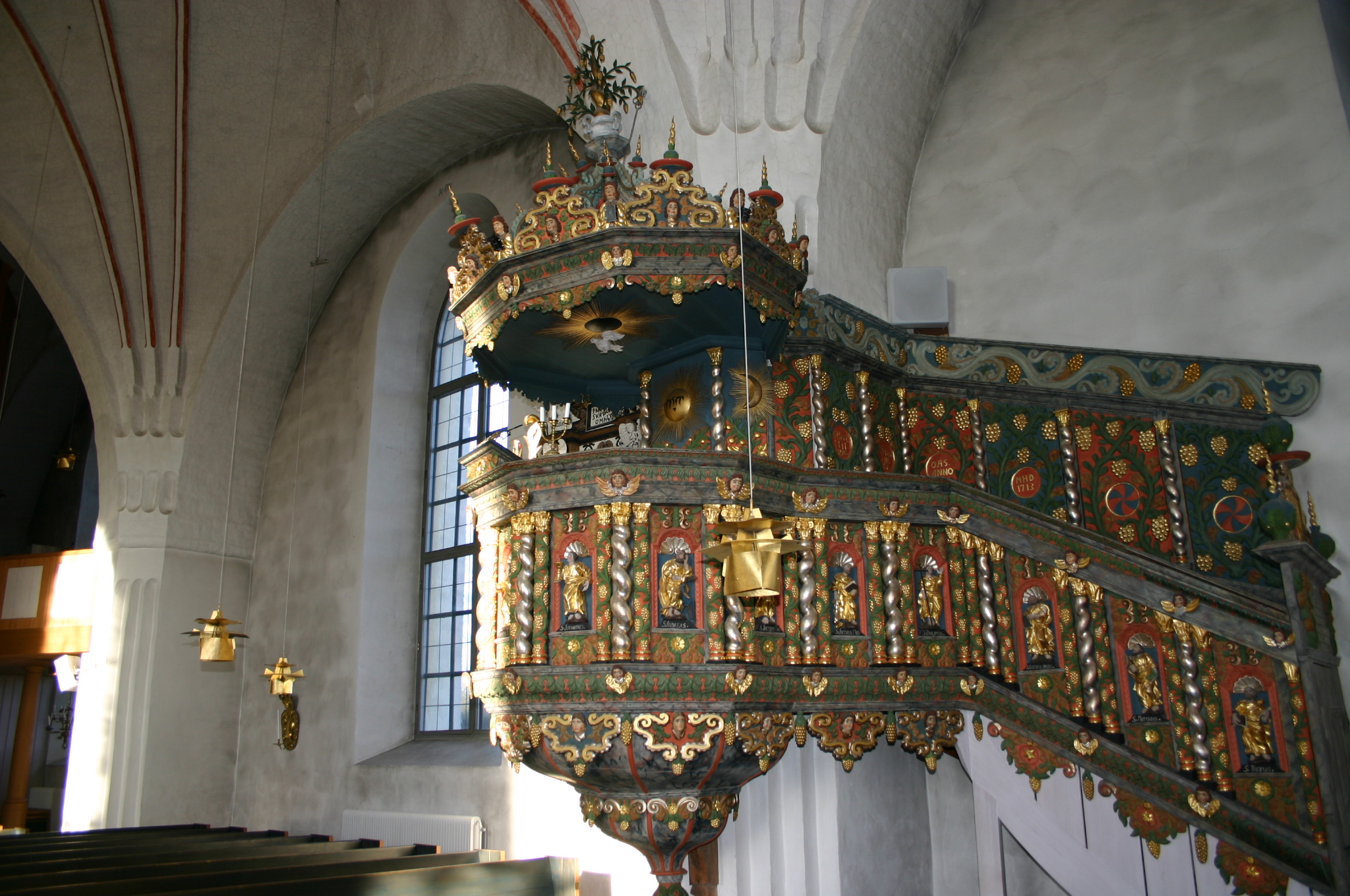
Predikstolen
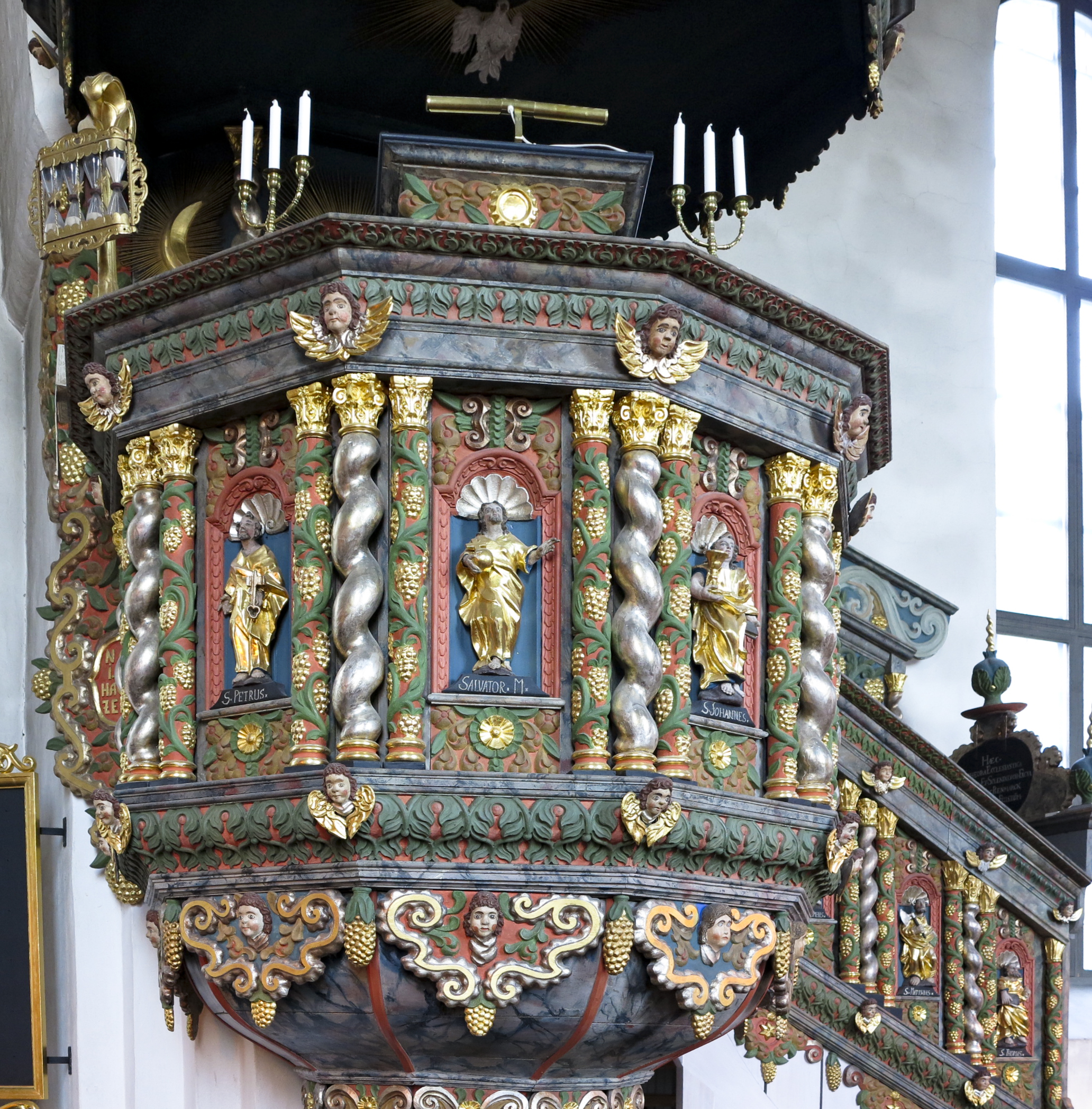
Predikstol, detalj
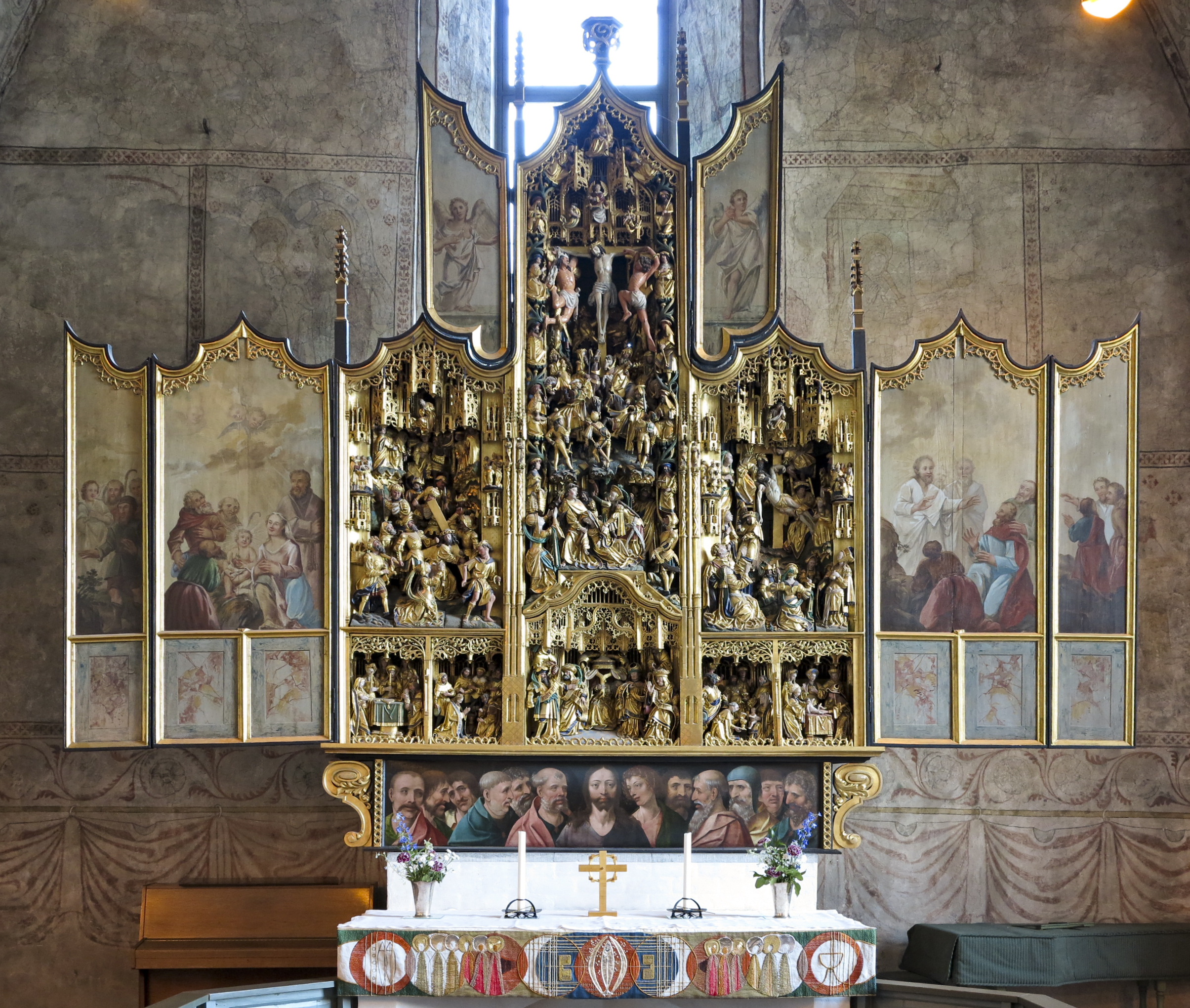
Altartavlan
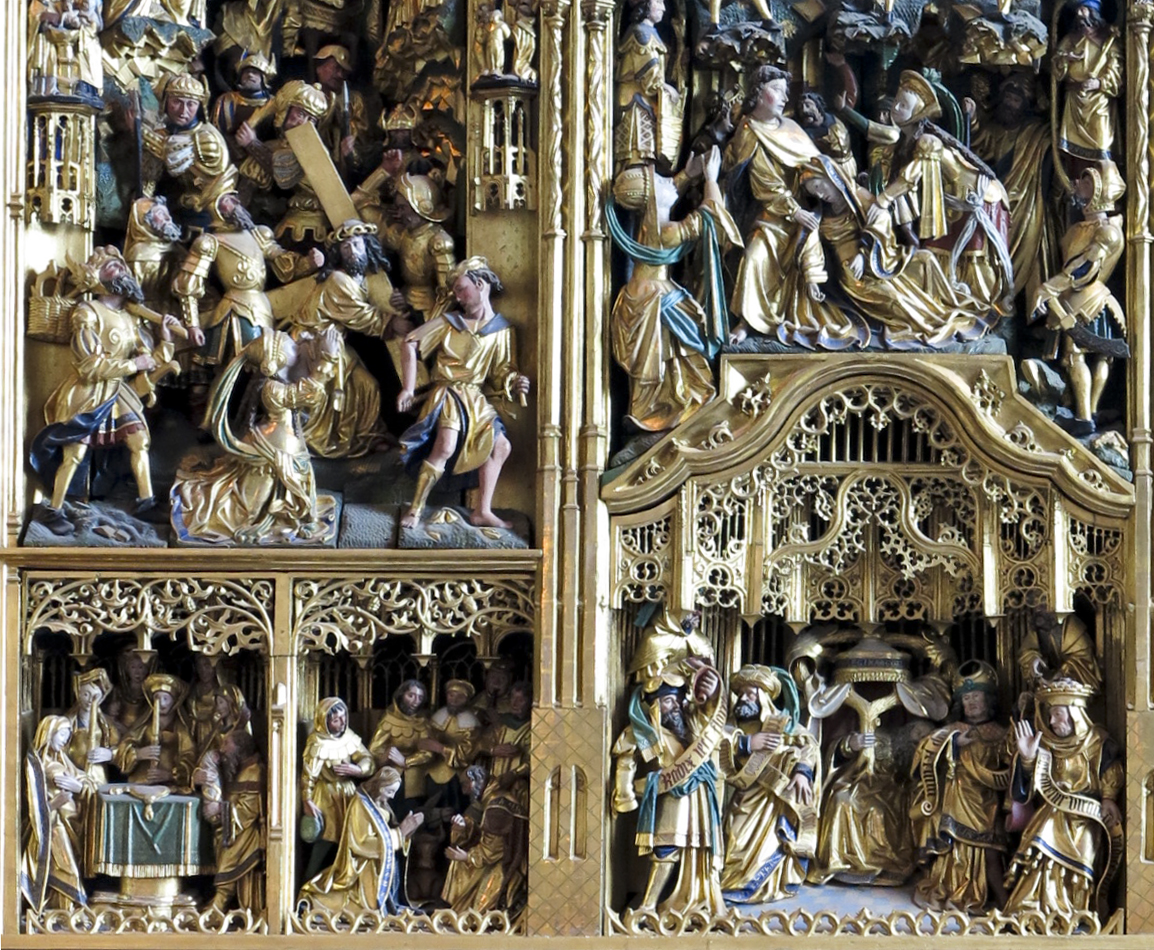
Detalj av altartavlan
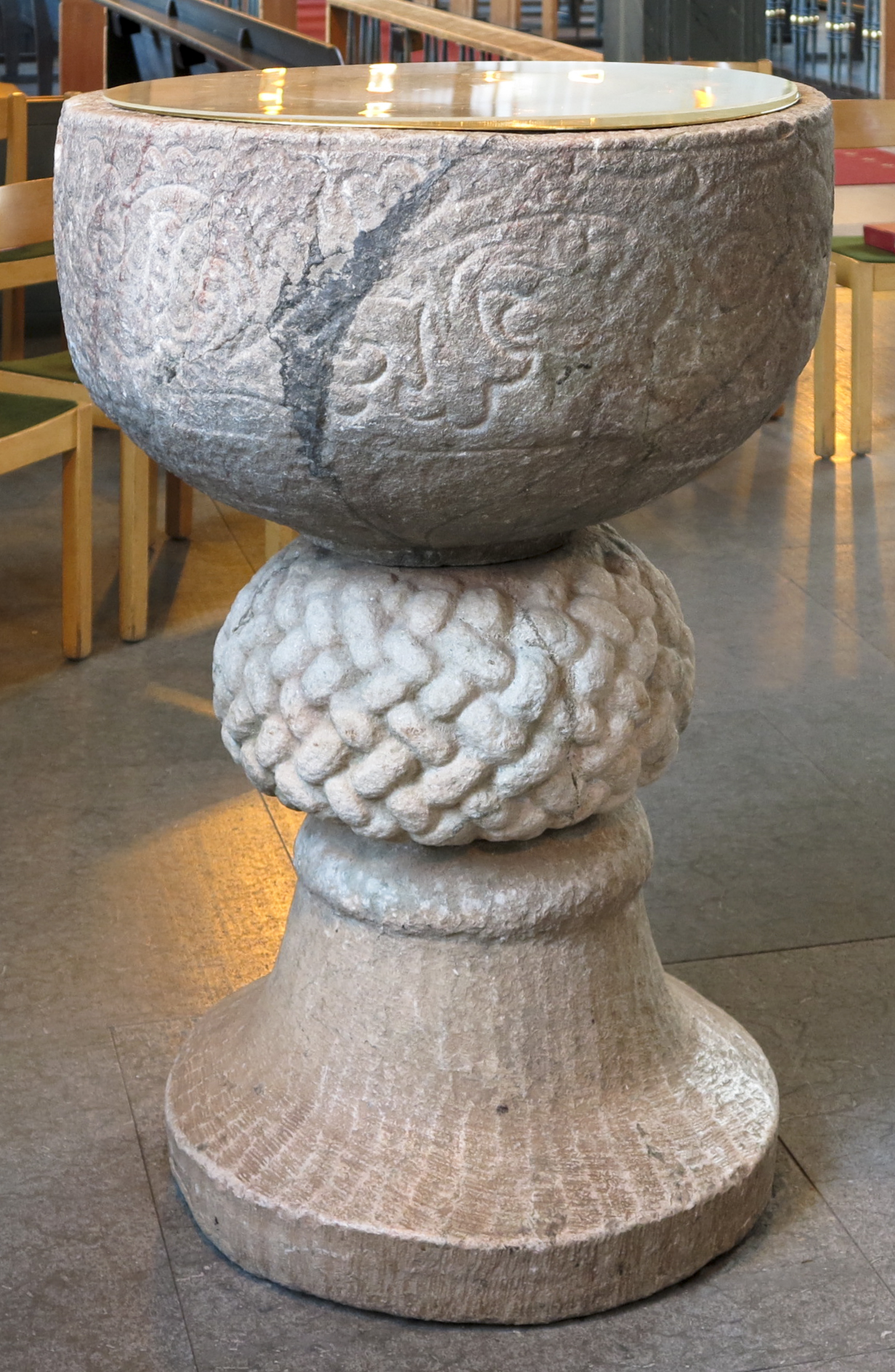
Dopfunt
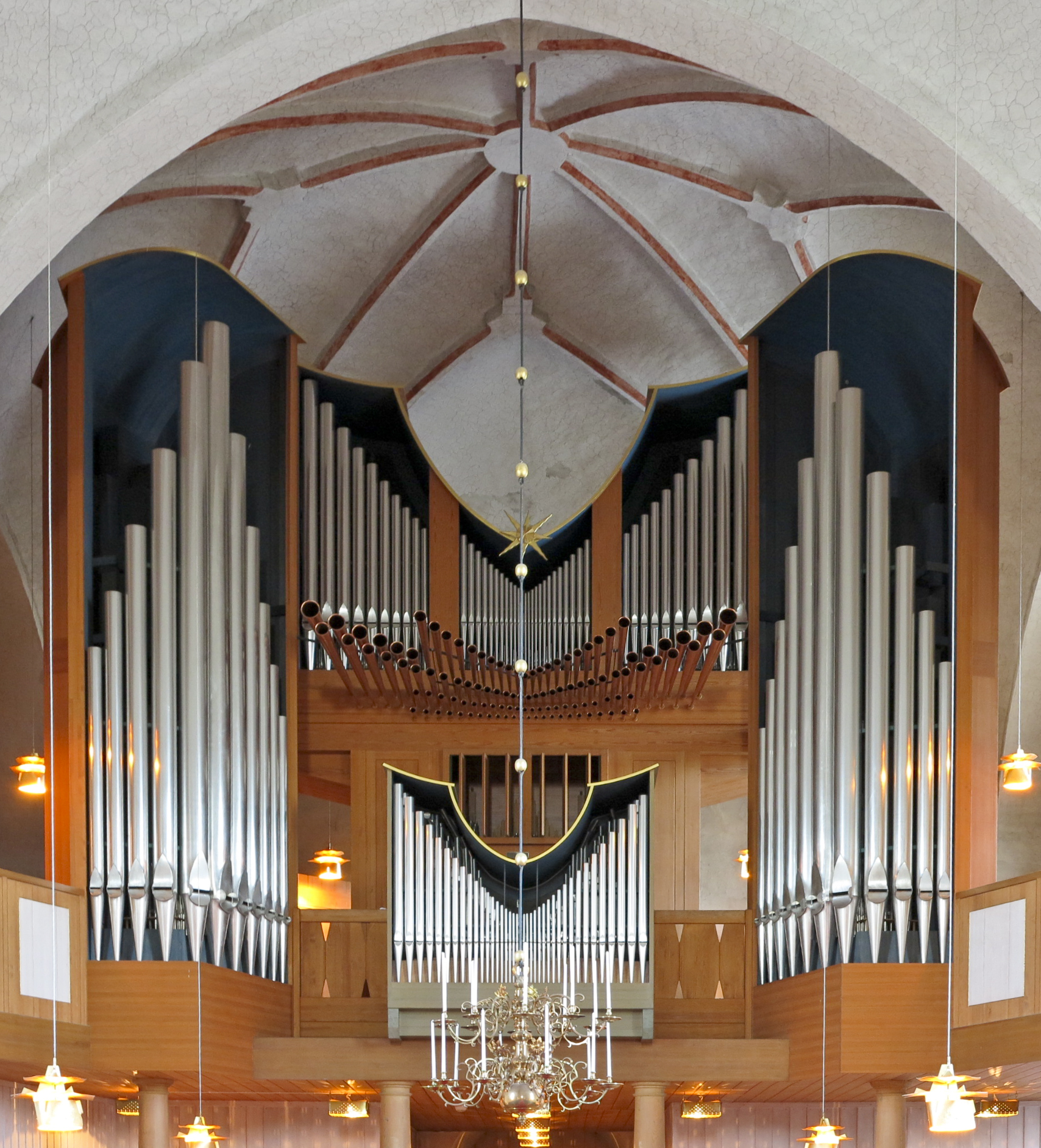
Kyrkoorgeln
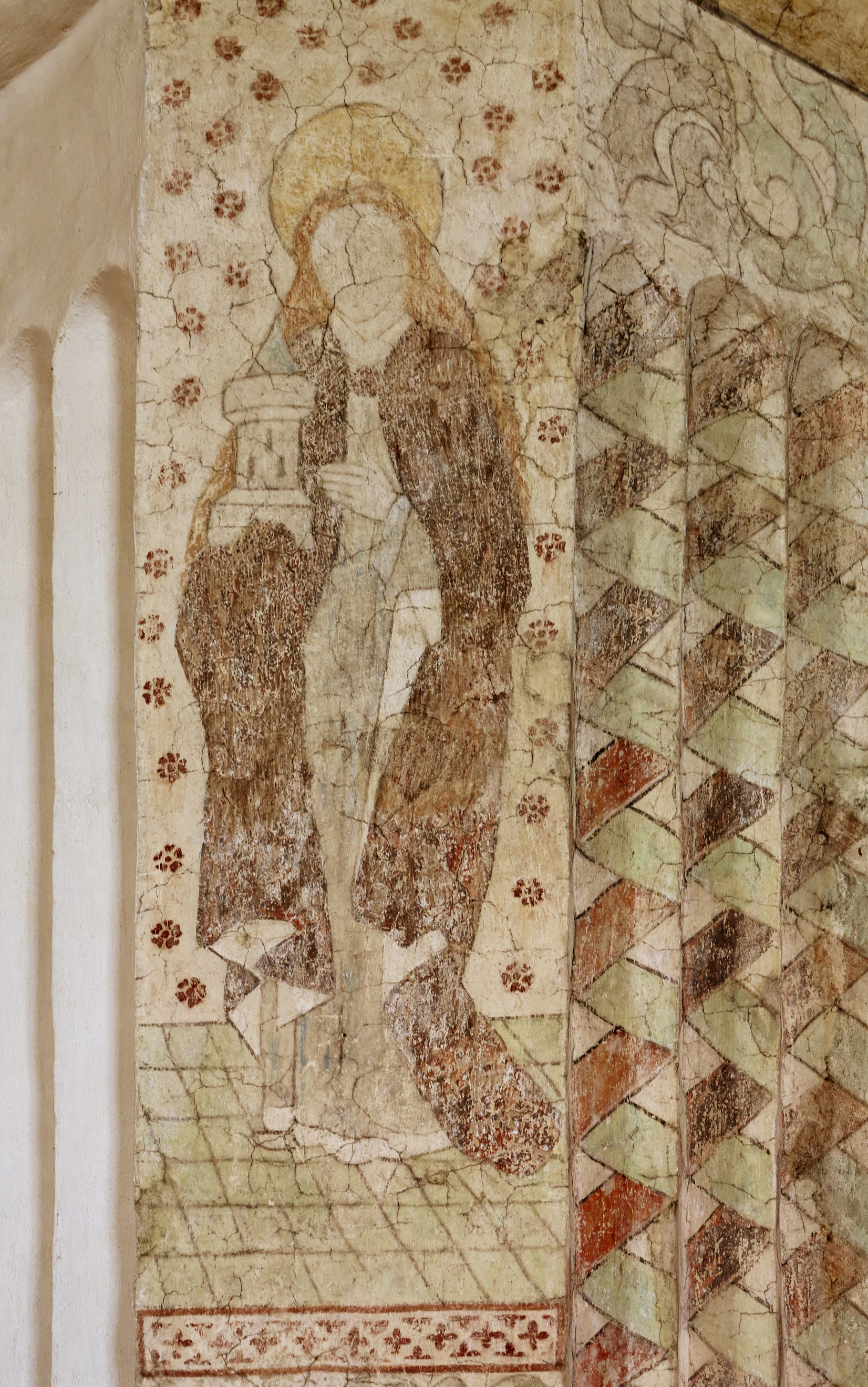
Målning
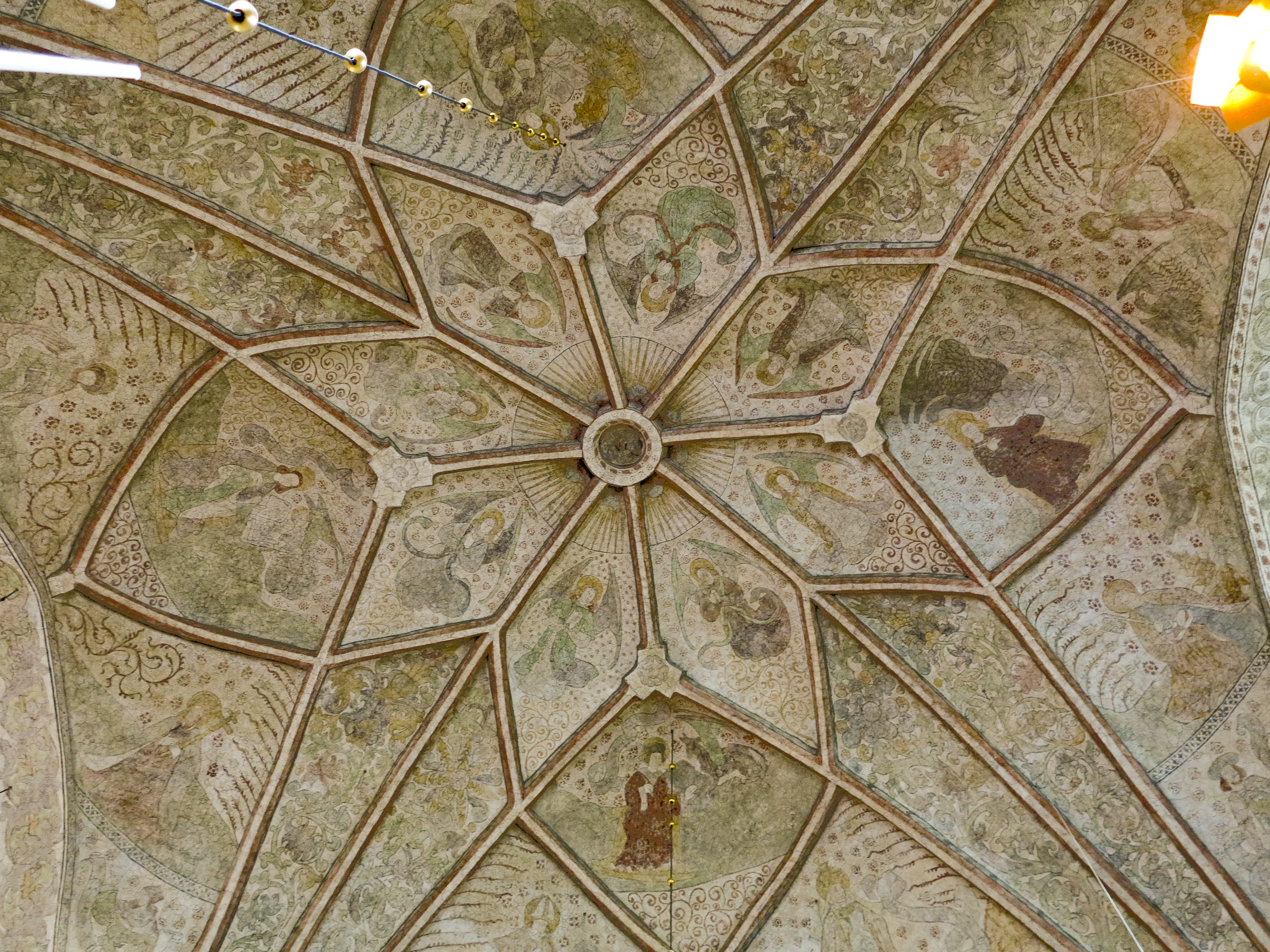
Målning
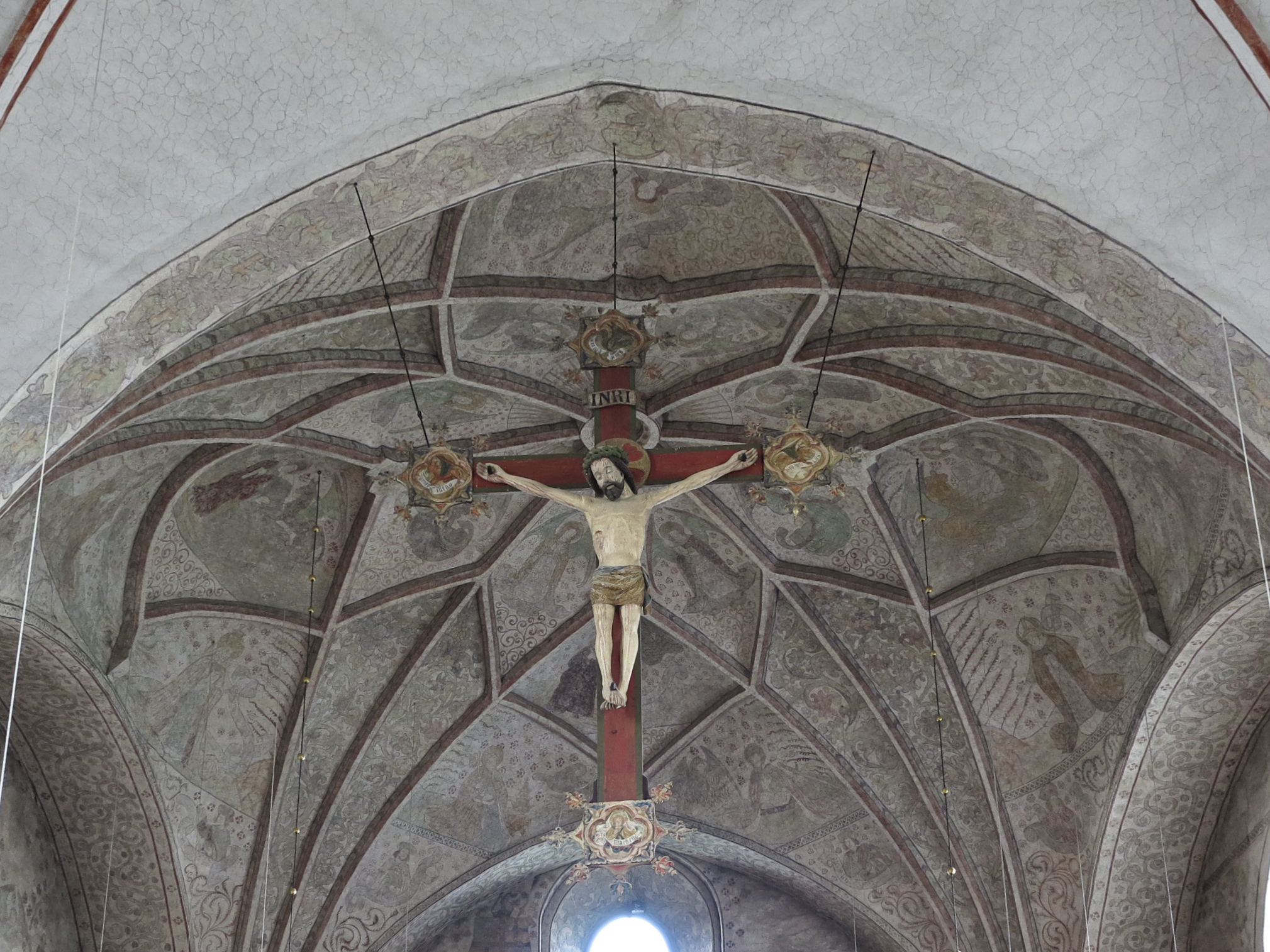
Triumfkrucifix
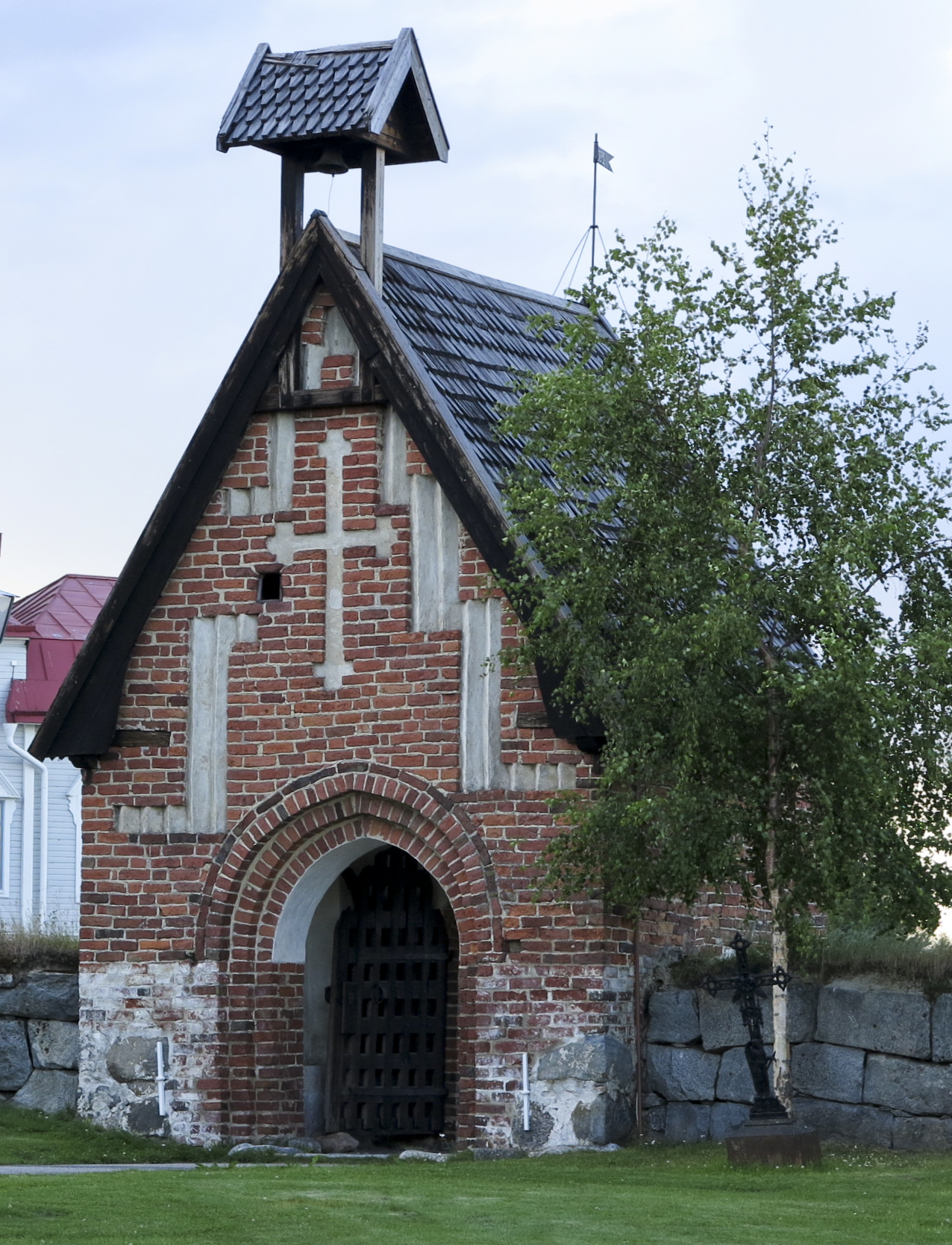
Stiglucka
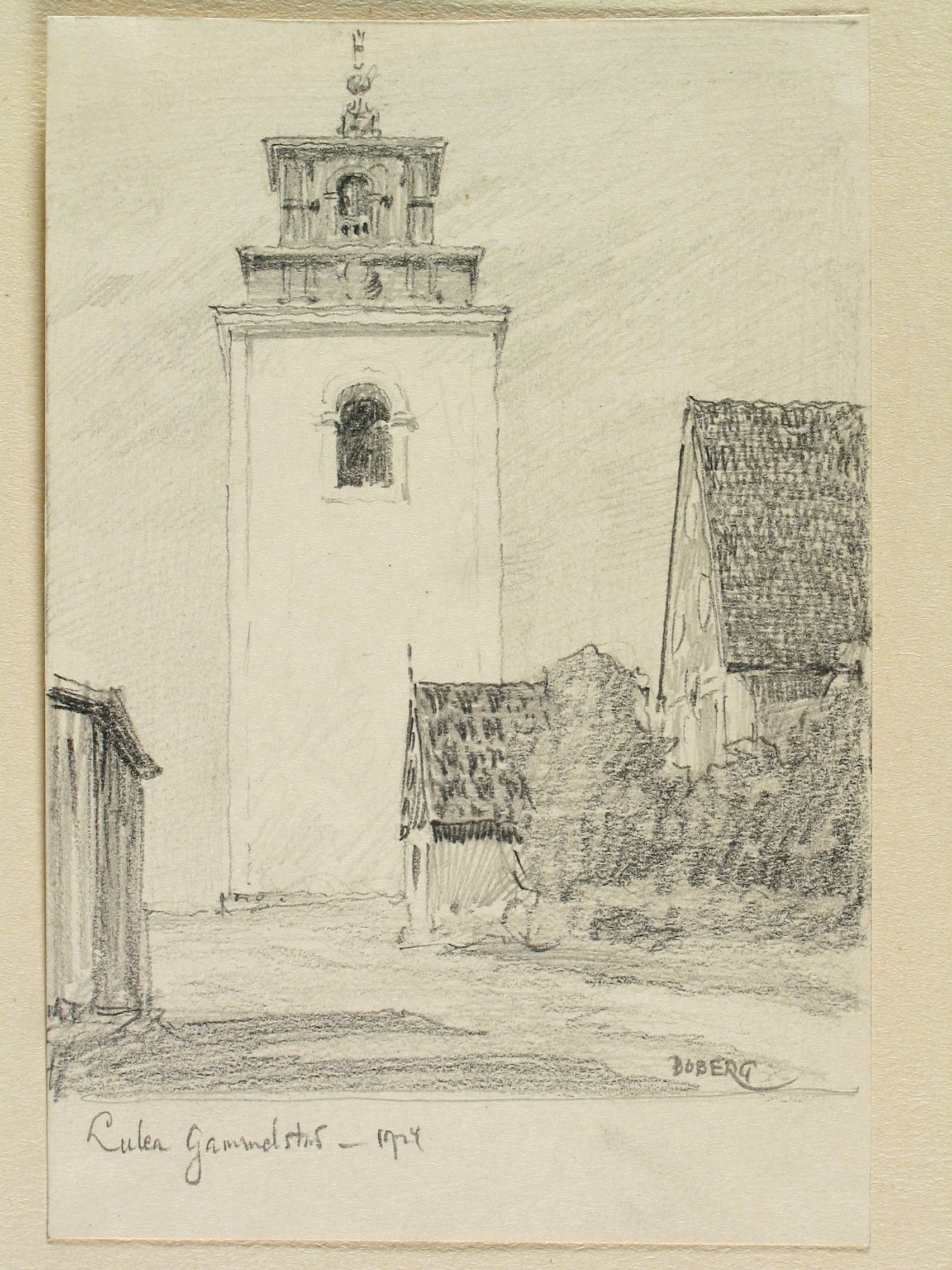
Kyrkan tecknad av Ferdinand Boberg 1924.